# Orlov nero
L'Orlov nero, noto anche come occhio di Brahma, è un diamante di 67,50 carati di colore nero opaco. Prende il nome dalla ipotetica principessa russa Nadia Vyegin Orlov, che ne sarebbe stata proprietaria negli anni '30.
Il nome deriva invece dal conte russo Grigorij Grigorevič Orlov, che fu realmente proprietario di un'altra famosa gemma, il diamante Orlov.
Il colore nero opaco è molto raro nei diamanti con qualità gemmologica (i diamanti neri sono usati quasi sempre per usi industriali), ed è dovuto al fatto che sono costituiti, diversamente da tutti gli altri diamanti, da milioni di piccolissimi diamanti inglobati assieme.

## La leggenda e la storia
La sua origine non è nota, ma è stato scritto che il diamante grezzo (di 195 carati) fu scoperto nei primi anni dell'Ottocento in India. Si dice che fosse incastonato in uno dei due occhi della statua del dio Hindu Brahmā nella città di Pondicherry, fino a quando fu rubato da un monaco. La leggenda vuole che a causa di questo furto sacrilego i suoi possessori fossero colpiti da una maledizione.
Si dice che nel 1932 il gioielliere J. W. Paris lo portò negli Stati Uniti d'America e poco dopo si suicidò gettandosi da un grattacielo a New York. In seguito appartenne a due principesse russe, Leonila Galitsine-Bariatinskij e Nadia Vygin-Orlov. Pare che entrambe si suicidarono gettandosi da una finestra negli anni '40. Tuttavia diversi autori ritengono che questi episodi siano del tutto inventati per dare più popolarità al diamante. Non si è trovato alcun dato che confermi persino che le suddette persone siano realmente esistite.
Il primo proprietario accertato fu il gioielliere di New York Charles F. Winson, che lo acquistò nel 1947 e lo tagliò in tre diamanti più piccoli allo scopo di interrompere la presunta maledizione. Il diamante più grande, di 67,50 carati con taglio a cuscino, fu poi acquistato dalla gioielleria Cartier, che lo inserì in un pendant comprendente 108 gemme, sospeso a una collana costituita da altre 124 gemme.
Nel 2004 il gioiello comprendente l'Orlov nero fu acquistato dal gioielliere di Johnstown (Pennsylvania) J. Dennis Petimezas, che dichiarò di essere "sufficientemente sicuro che la maledizione sia stata interrotta".
Il diamante è stato esposto all'American Museum of Natural History di New York e al Museo di storia naturale di Londra.